# Brudholmsfjärden
Brudholmsfjärden är en fjärd i Finland. Den ligger i landskapet Nyland, i den södra delen av landet, 19 km sydväst om huvudstaden Helsingfors.